# باول ميلر (لاعب كرة قاعدة)
باول ميلر (بالإنجليزية: Paul Miller)‏ هو لاعب كرة قاعدة أمريكي، ولد في 27 أبريل 1965 في برلنغتون في الولايات المتحدة.

## وصلات خارجية
- بول ميلر على موقعبيزبول رفرنس.كوم (الدوري الرئيسي) (الإنجليزية)
- بول ميلر على موقعبيزبول رفرنس.كوم (الدوري الثانوي) (الإنجليزية)